# Нгусе Амлосом
Нгусе Амлосом — эритрейский легкоатлет, бегун на длинные дистанции. Выступал на чемпионате мира 2013 года в Москве, где занял 8-е место на дистанции 10 000 метров. На чемпионате мира по полумарафону 2014 года занял 5-е место в личном первенстве и 3-е место в командном зачёте.
В 2012 году выиграл полумарафон Зволле.

## Сезон 2014 года
2 февраля занял 2-е место на Рас-эль-Хаймском полумарафоне — 59.39. 20 апреля выиграл полумарафон Янчжоу — 1:00.08.
Выступал на Континентальном кубке IAAF 2014 года за сборную Африки на котором стал бронзовым призёром в беге на 5000 метров.